# Passeport hongrois
Le passeport hongrois est un document de voyage international délivré aux ressortissants hongrois, et qui peut aussi servir de preuve de la citoyenneté hongroise. 

## Liste des pays sans visa ou visa à l'arrivée
Disponible sur le site « Informations consulaires » du Ministère des Affaires Étrangères hongrois.